# Mattias Falck
Mattias Falck (* 7. September 1991 in Karlskrona als Mattias Karlsson) ist ein schwedischer Tischtennis-Nationalspieler. Er wurde 2021 Weltmeister im Doppel mit Kristian Karlsson, 2019 Vize-Weltmeister im Einzel und gewann 2018 WM-Bronze mit dem Team.

## Werdegang
Größere Erfolge erzielte Mattias Karlsson zu Beginn seiner Karriere vor allem im Doppel, zusammen mit Robert Svensson erreichte er bei seiner ersten Europameisterschaft 2010 das Viertelfinale, bei seiner ersten Weltmeisterschaft im Jahr darauf die Runde der letzten 32. In diesem Jahr gelang ihm außerdem sein erster Sieg auf der Pro Tour, als er im Doppel mit Svensson die Polish Open gewann.
Ab 2012 trat er zusammen mit Kristian Karlsson an, an dessen Seite er 2012 bei der EM Silber gewann und sich für die Pro Tour Grand Finals qualifizierte. Auch bei den Weltmeisterschaften 2013 und 2015 zeigte das Duo durch das Erreichen des Achtelfinals gute Leistungen. Als Einzelspieler waren Mattias Karlsson bis dahin noch keine großen Erfolge gelungen, im September 2015 befand er sich aber bereits auf Platz 106 der Weltrangliste. In diesem Monat schlug er bei den Austrian Open den Weltranglisten-14. Jung Young-sik und kam bei der Europameisterschaft unter die letzten 32, sodass er in der Weltrangliste auf Platz 74 und damit erstmals in die Top 100 vorrückte. Bei den Polish Open im Oktober holte er mit Kristian Karlsson nicht nur Gold im Doppel – damit wurde er der erste Schwede mit zwei World-Tour-Doppeltiteln –, sondern schlug unter anderem auch den chinesischen Weltranglisten-13. Yan An, sodass er in der Weltrangliste einen weiteren großen Sprung auf Platz 53 machte. 2016 war er bei der Weltmeisterschaft und den Olympischen Spielen Teil des schwedischen Teams, das jeweils das Viertelfinale erreichte und dann gegen China bzw. Südkorea ausschied. In der Saison 2016/17 spielte er für den französischen Erstligisten AS Pontoise-Cergy TT, mit dem er ins Champions-League-Halbfinale kam.
Bei den Individual-Europameisterschaften 2016 spielte er in allen drei Wettbewerben. Im Einzel schied er schon früh gegen den Olympiavierten Vladimir Samsonov aus, im Doppel gewann er mit Kristian Karlsson Bronze, im Mixed verlor er an der Seite von Matilda Ekholm das Finale gegen das Ehepaar João Monteiro/Daniela Dodean-Monteiro nach 2:0-Führung noch mit 2:3 und holte somit Silber. Bei den Swedish Open im November besiegte er unter anderem die Top-20-Spieler Kōki Niwa und Dimitrij Ovtcharov, sodass er schließlich Silber gewinnen konnte – seine erste Einzelmedaille auf der World Tour. Nach den Qatar Open im Februar 2017, bei denen er unter anderem Vladimir Samsonov schlagen konnte, erreichte er in der Weltrangliste mit Platz 24 eine neue Bestmarke und wurde damit erstmals bestplatzierter schwedischer Spieler. Bei der Weltmeisterschaft 2017 kam er unter die besten 32, mit der Mannschaft holte er 2018 mit Bronze die erste WM-Medaille für Schweden seit 2001. Im Doppel mit Kristian Karlsson wurde er erneut Vize-Europameister.
Durch seinen Viertelfinaleinzug beim Europe Top 16 qualifizierte er sich zum ersten Mal für den World Cup im Oktober, bei dem er die Hauptrunde erreichte und dort mit 3:4 gegen Dimitrij Ovtcharov verlor. Bei den Swedish Open gewann er unter anderem gegen den World-Cup-Dritten Lin Gaoyuan und kam ins Halbfinale, im Doppel holte er Silber. Bei der Weltmeisterschaft 2019 erreichte er überraschend das Finale und gewann nach einer Niederlage gegen Ma Long Silber, im Juni kam er in der Weltrangliste erstmals unter die Top 10. Zur Saison 2019/20 wechselte er in die Bundesliga zum SV Werder Bremen, mit dem er die Play-offs erreichte, wo das Halbfinale gegen den 1. FC Saarbrücken verloren wurde.
2021 schied er im Einzel sowohl bei den Olympischen Spielen als auch bei der Weltmeisterschaft in seiner ersten Partie aus, wurde im Doppel mit Kristian Karlsson aber Weltmeister. 2022 traf das Duo zum dritten Mal nach 2012 und 2018 in einem EM-Finale auf Robert Gardos/Daniel Habesohn und holte durch einen 3:1-Erfolg zum ersten Mal den EM-Titel.

## Sonstiges
Er ist nicht verwandt mit seinem Doppelpartner Kristian Karlsson.
Auf der Vorhand seines Tischtennisschlägers benutzt er – im Gegensatz zu den meisten Spitzenspielern – seit der Jugendzeit einen Belag mit kurzen Noppen außen, auf der Rückhand dagegen einen „normalen, griffigen“ Backside-Belag.
Mitte 2018 heiratete er und nahm mit Falck den Namen seiner Frau an. Im Oktober 2019 wurde er Vater.

## Turnierergebnisse
| Verband | Veranstaltung                         | Jahr | Ort             | Land | Einzel        | Doppel        | Mixed         | Team          |
| ------- | ------------------------------------- | ---- | --------------- | ---- | ------------- | ------------- | ------------- | ------------- |
| SWE     | Europameisterschaft                   | 2024 | Linz            | AUT  | letzte 32     | Halbfinale    | letzte 16     |               |
| SWE     | Europameisterschaft                   | 2023 | Malmö           | SWE  |               |               |               | Gold          |
| SWE     | Europameisterschaft                   | 2022 | München         | GER  | Halbfinale    | Gold          |               |               |
| SWE     | Europameisterschaft                   | 2021 | Cluj-Napoca     | ROU  |               |               |               | Halbfinale    |
| SWE     | Europameisterschaft                   | 2020 | Warschau        | POL  | Halbfinale    | letzte 16     |               |               |
| SWE     | Europameisterschaft                   | 2019 | Nantes          | FRA  |               |               |               | Halbfinale    |
| SWE     | Europameisterschaft                   | 2018 | Alicante        | ESP  | letzte 64     | Silber        | Viertelfinale |               |
| SWE     | Europameisterschaft                   | 2017 | Luxemburg       | LUX  |               |               |               | 5. Platz      |
| SWE     | Europameisterschaft                   | 2016 | Budapest        | HUN  | letzte 32     | Halbfinale    | Silber        |               |
| SWE     | Europameisterschaft                   | 2015 | Jekaterinburg   | RUS  | letzte 32     | Halbfinale    |               | 5. Platz      |
| SWE     | Europameisterschaft                   | 2013 | Schwechat       | AUT  |               | letzte 32     |               |               |
| SWE     | Europameisterschaft                   | 2012 | Herning         | DEN  | letzte 64     | Silber        |               |               |
| SWE     | Europameisterschaft                   | 2011 | Gdańsk-Sopot    | POL  |               | Viertelfinale |               | Silber        |
| SWE     | Europameisterschaft                   | 2010 | Ostrava         | CZE  |               | Viertelfinale |               |               |
| SWE     | Europe Top 16                         | 2021 | Thessaloniki    | GRC  | Halbfinale    |               |               |               |
| SWE     | Europe Top 16                         | 2020 | Montreux        | SUI  | Viertelfinale |               |               |               |
| SWE     | Europe Top 16                         | 2019 | Montreux        | SUI  | letzte 16     |               |               |               |
| SWE     | Europe Top 16                         | 2018 | Montreux        | SUI  | Viertelfinale |               |               |               |
| SWE     | Europe Top 16                         | 2017 | Antibes         | FRA  | 13.–16. Platz |               |               |               |
| SWE     | North European & Nordic Championships | 2010 | Helsinki        | FIN  | Gold          | Gold          |               | Gold          |
| SWE     | North European & Nordic Championships | 2008 | Maribo          | DEN  |               |               | Gold          | Gold          |
| SWE     | Olympische Spiele                     | 2021 | Tokio           | JPN  | letzte 32     |               |               | Viertelfinale |
| SWE     | Olympische Spiele                     | 2016 | Rio de Janeiro  | BRA  |               |               |               | Viertelfinale |
| SWE     | ITTF Challenge Series                 | 2019 | Maskat          | OMN  | Silber        |               |               |               |
| SWE     | Grand Smash                           | 2024 | Singapur        | SGP  | letzte 32     | Halbfinale    |               |               |
| SWE     | WTT Series (Contender)                | 2023 | Rio de Janeiro  | BRA  | Gold          | letzte 16     |               |               |
| SWE     | WTT Series (Contender)                | 2023 | Lima            | PER  | letzte 32     | Halbfinale    |               |               |
| SWE     | WTT Series (Contender)                | 2023 | Tunis           | TUN  | Halbfinale    | Viertelfinale |               |               |
| SWE     | WTT Series (Contender)                | 2022 | Almaty          | KAZ  | Viertelfinale | Silber        | letzte 16     |               |
| SWE     | WTT Series (Contender)                | 2022 | Tunis           | TUN  | Halbfinale    | letzte 16     |               |               |
| SWE     | WTT Series (Contender)                | 2022 | Lima            | PER  | letzte 16     | Gold          |               |               |
| SWE     | ITTF World Tour                       | 2019 | Doha            | QAT  | Halbfinale    | Viertelfinale | Qual.         |               |
| SWE     | ITTF World Tour                       | 2018 | Stockholm       | SWE  | Halbfinale    | Silber        |               |               |
| SWE     | ITTF World Tour                       | 2018 | Olmütz          | CZE  | letzte 32     | Silber        |               |               |
| SWE     | ITTF World Tour                       | 2018 | Budapest        | HUN  | letzte 32     | Halbfinale    |               |               |
| SWE     | ITTF World Tour                       | 2017 | Doha            | QAT  | letzte 16     | Silber        |               |               |
| SWE     | ITTF World Tour                       | 2016 | Stockholm       | SWE  | Silber        | Viertelfinale |               |               |
| SWE     | ITTF World Tour                       | 2015 | Warschau        | POL  | Viertelfinale | Gold          |               |               |
| SWE     | ITTF World Tour                       | 2014 | Yokohama        | JPN  | letzte 64     | Halbfinale    |               |               |
| SWE     | ITTF World Tour                       | 2013 | Dubai           | UAE  |               | Halbfinale    |               |               |
| SWE     | ITTF World Tour                       | 2013 | Wels            | AUT  |               | Halbfinale    |               |               |
| SWE     | ITTF World Tour                       | 2012 | Olmütz          | CZE  | letzte 64     | Silber        |               |               |
| SWE     | ITTF Pro Tour                         | 2011 | Władysławowo    | POL  | letzte 64     | Gold          |               |               |
| SWE     | WTT Cup Finals                        | 2021 | Singapur        | SGP  | letzte 16     |               |               |               |
| SWE     | ITTF Finals                           | 2020 | Zhengzhou       | CHN  | Viertelfinale |               |               |               |
| SWE     | ITTF World Tour Grand Finals          | 2019 | Zhengzhou       | CHN  | letzte 16     |               |               |               |
| SWE     | ITTF World Tour Grand Finals          | 2012 | Hangzhou        | CHN  |               | Viertelfinale |               |               |
| SWE     | Weltmeisterschaft                     | 2025 | Doha            | QAT  | letzte 64     | Viertelfinale | letzte 32     |               |
| SWE     | Weltmeisterschaft                     | 2024 | Busan           | KOR  |               |               |               | letzte 16     |
| SWE     | Weltmeisterschaft                     | 2023 | Durban          | RSA  | letzte 128    | Viertelfinale |               |               |
| SWE     | Weltmeisterschaft                     | 2022 | Chengdu         | CHN  |               |               |               | Viertelfinale |
| SWE     | Weltmeisterschaft                     | 2021 | Houston         | USA  | letzte 64     | Gold          |               |               |
| SWE     | Weltmeisterschaft                     | 2019 | Budapest        | HUN  | Silber        | Viertelfinale |               |               |
| SWE     | Weltmeisterschaft                     | 2018 | Halmstad        | SWE  |               |               |               | Halbfinale    |
| SWE     | Weltmeisterschaft                     | 2017 | Düsseldorf      | GER  | letzte 32     | letzte 16     | Viertelfinale |               |
| SWE     | Weltmeisterschaft                     | 2016 | Kuala Lumpur    | MAS  |               |               |               | Viertelfinale |
| SWE     | Weltmeisterschaft                     | 2015 | Suzhou          | CHN  | letzte 128    | letzte 16     | letzte 32     |               |
| SWE     | Weltmeisterschaft                     | 2013 | Paris           | FRA  |               | letzte 16     | letzte 64     |               |
| SWE     | Weltmeisterschaft                     | 2011 | Rotterdam       | NED  | letzte 128    | letzte 32     | letzte 64     |               |
| SWE     | World Cup                             | 2020 | Weihai          | CHN  | Viertelfinale |               |               |               |
| SWE     | World Cup                             | 2019 | Chengdu         | CHN  | letzte 16     |               |               |               |
| SWE     | World Cup                             | 2018 | Paris           | FRA  | letzte 16     |               |               |               |
| SWE     | World Junior Circuit                  | 2008 | Vern sur Seiche | FRA  | Gold          |               |               |               |
| SWE     | World Junior Circuit                  | 2008 | Valencia        | ESP  | Gold          |               |               |               |
| SWE     | World Junior Circuit                  | 2008 | Kecskemét       | HUN  | Gold          |               |               |               |